# 吉良長氏
吉良 長氏/足利 長氏（きら おさうじ/あしかが おさうじ）は、鎌倉時代中期の武将・御家人。足利氏の有力一門・吉良氏の祖。

## 略歴
足利義氏の庶長子として誕生。名の読みは「ながうじ」とする書物が多いが、子・満氏が創建した実相寺代々の住職の言い伝えでは「おさうじ」と読むのが正しいとされる。三河国吉良荘を領有したことから、吉良長氏と名乗った
生母の身分が低かったため、長子でありながら足利家の家督を継ぐことができず、宗家に従属する家人のような立場になったと言われている。
『吾妻鏡』には安貞2年（1228年）7月23日に4代将軍・藤原頼経の随兵として登場するのが最初で、以後、寛喜元年（1229年）の流鏑馬の射手、相模国近国一宮への祈祷の使い、嘉禎2年（1236年）の将軍の随兵、嘉禎3年（1237年）の足利邸への将軍御成りの際の献上品引渡し役等を務めている。そして、仁治2年（1241年）1月2日の椀飯の記事を最後に『吾妻鏡』から長氏の名前は見えなくなる。鎌倉を離れ、地頭職を務める三河国吉良荘へ向かったと考えられる。
建長3年（1251年）に鶴ヶ崎天満宮（西尾市）を造営。弘安8年（1285年）、霜月騒動で子・満氏を失ったため、嫡孫・貞義を養子とする。晩年は吉良荘内の今川（西尾市今川町）または竹崎（西尾市上町）の地に隠居したと言われる。
正応3年（1290年）6月18日、死去。享年80。